# Indigofera pedunculata
Indigofera pedunculata är en ärtväxtart som beskrevs av John Gilbert Baker. Indigofera pedunculata ingår i släktet indigosläktet, och familjen ärtväxter. Inga underarter finns listade i Catalogue of Life.